# Rybník Walden
Rybník Walden je přírodní památka jihozápadně od Starého Města pod Landštejnem v okrese Jindřichův Hradec v Jihočeském kraji. Tvoří ji rybník Walden s malými příbřežními porosty. Předmětem ochrany je výskyt populace silně ohrožené rostliny puchýřky útlé a souvisejících společenstev.

## Historie
Chráněné území vyhlásil Krajský úřad Jihočeského kraje v kategorii přírodní památka s účinností od 24. prosince 2022. V roce 2009 bylo území vyhlášeno jako evropsky významná lokalita Rybník Walden s rozlohou 34,88 hektaru. Okolo roku 2000 byl rybník odbahněn a prohlouben. V době vyhlášení ochrany na rybníku hospodařila společnosti Winvest.

## Přírodní poměry
Přírodní památka s rozlohou 35,18 hektaru leží v nadmořské výšce 606–612 metrů v katastrálním území Rajchéřov, které patří k obci Staré Město pod Landštejnem. Nachází se v Javořické vrchovině, asi 2,5 kilometru jihozápadně od osady Návary.

### Abiotické poměry
Geologické podloží tvoří žula číměřského typu, kterou překrývají pleistocenní hlinité písky a kamenité hlíny. Na nich se vyvinuly půdní typy podzol kambizemní, který přechází ke kambizemi dystrické. V přilehlých drobných údolích půdní pokryv tvoří glej typický až organozemní, který místy přechází k organozemím. V geomorfologickém členění Česka přírodní památka leží v Javořické vrchovině, konkrétně v jejím podcelku Novobystřická vrchovina a okrsku Vysokokamenská vrchovina. Pro ni je charakteristický zvlněný povrch se širokými údolími. Na dně rybníka jsou patrné velké zaoblené žulové balvany.
Hlavním zdrojem vody v rybníce je Romavský potok, který patří k povodí Lužnice. Samotný rybník měří 29 hektarů, z čehož 1,7 hektaru tvoří litorální pásmo. Průměrná hloubka je půl metru a nejvyšší dosahuje čtyř metrů.
V rámci Quittovy klasifikace podnebí se chráněné území nachází v mírně teplé oblasti MT3, pro kterou jsou typické průměrné teploty −3 až −4 °C v lednu a 16–17 °C v červenci. Roční úhrn srážek dosahuje 600–750 milimetrů, počet letních dnů je 20–30, počet mrazových dnů se pohybuje od 130 do 160 a sněhová pokrývka zde leží 60–100 dnů v roce.

### Flóra
Přírodní památku tvoří mozaika rostlinných společenstev, z nichž k hlavnímu předmětu ochrany patří vegetace obnažených den s bahničkou vejčitou a ostřicí šáchorovitou. V roce 2021 bylo toto společenstvo vyvinuto přibližně na dvou třetinách plochy rybníka. K předmětu ochrany patří také mezotrofní rašeliniště s boreálními ostřicemi a trvale zamokřená přechodová rašeliniště s ostřicí zobánkatou a mokřadní vegetace s ostřicí štíhlou.
Na Červených seznamech ohrožených druhů na obnaženém dně rybníka hojně roste silně ohrožená puchýřka útlá (Coleanthus subtilis) a v rašeliništi severozápadně od rybníka kriticky ohrožená mochna bahenní (Comarum palustre). Na stejné lokalitě a v litorálu na severovýchodě roste vrbina kytkokvětá (Lysimachia thyrsiflora) a v jihozápadním cípu rybníka bublinatka jižní (Utricularia australis).

### Fauna
Součástí předmětu ochrany je řada druhů hmyzu, ptáků a dalších živočichů. Patří k nim perleťovec dvanáctičlenný (Boloria selene) a můřička rašelinná (Hypenodes humidalis). Z obojživelníků to je čolek obecný (Lissotriton vulgaris), ropucha obecná (Bufo bufo), skokan hnědý (Rana temporaria), skokan štíhlý (Rana dalmatina), skokan krátkonohý (Pelophylax lessonae), skokan zelený (Pelophylax esculentus) a rosnička zelená (Hyla arborea). Na rybníku byly zaznamenány dva hnízdící páry chřástala vodního (Rallus aquaticus).
Ojediněle byli zastiženi také čáp černý (Ciconia nigra), orel křiklavý (Aquila pomarina) a potápka roháč (Podiceps cristatus). Z dalších druhů hmyzu byli zaznamenáni hnědásek jitrocelový (Melitaea athalia), srpokřídlec březový (Falcaria lacertinaria), bourovec hlohový (Trichiura crataegi), páskovec kroužkovaný (Cordulegaster boltonii) nebo šidélko rudoočko (Erythromma najas).

## Ochrana přírody
Přírodní památka byla zřízena k ochraně puchýřky útlé spolu s dalšími typickými zástupci společenstev, druhů rostlin a živočichů vázaných na extenzivně využívané mezotrofní rybníky. Rybník se obvykle napouští v období od května do června a z ryb do něj bývají nasazovány kapr, lín, candát a štika. Jednou ze tři až šest let bývá letněn, což přispívá k udržení populace puchýřky útlé.